# 維利希夫卡 (沃倫州)
50°32′8″N 24°55′42″E / 50.53556°N 24.92833°E
維利希夫卡（羅馬化：Vilkhivka）是烏克蘭的村落，位於該國西部沃倫州，由盧茨克區負責管轄，始建於1500年，面積7.53平方公里，海拔高度208米，2023年人口估計為607，人口密度每平方公里94.42人。